# ISO 3166-2:RO

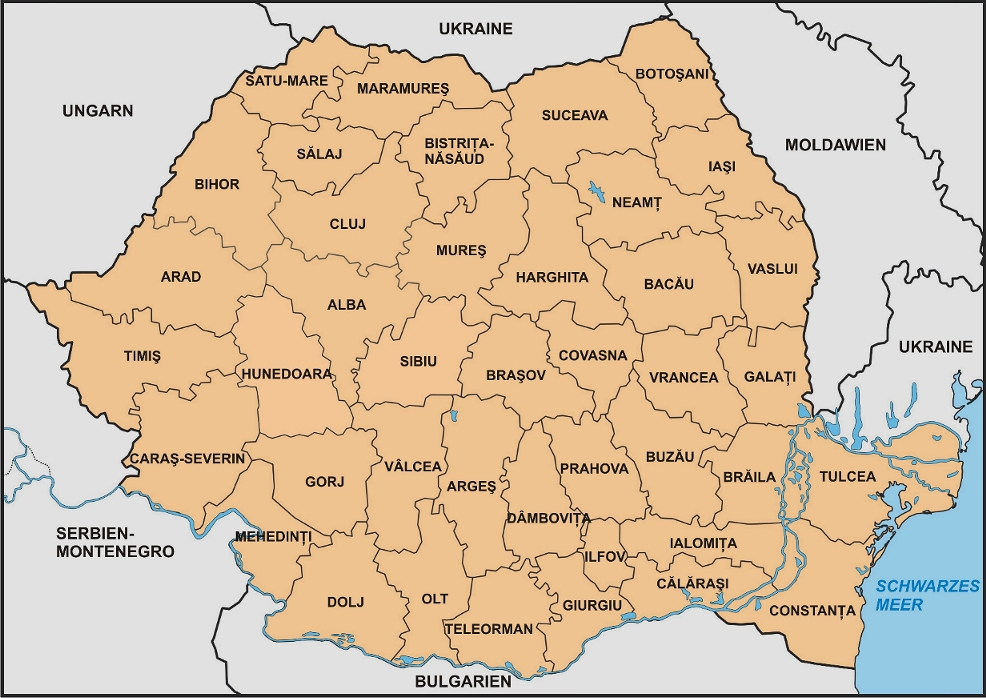
Carte de la Roumanie.

ISO 3166-2 données pour la Roumanie

## Mise à jour
```
ISO 3166-2:2000-06-21
 n°1

ISO 3166-2:2002-12-10
 n°4
```

## Municipalité (1)ro:municipiu
```
RO-B  
București
```

## Départements (41)ro:judet
```
RO-AB  
Alba

RO-AR  
Arad 

RO-AG  
Argeș 

RO-BC  
Bacău 

RO-BH  
Bihor 

RO-BN  
Bistrița-Năsăud 

RO-BT  
Botoșani 

RO-BV  
Brașov 

RO-BR  
Brăila 

RO-BZ  
Buzău 

RO-CS  
Caraș-Severin 

RO-CL  
Călărași 

RO-CJ  
Cluj 

RO-CT  
Constanța 

RO-CV  
Covasna 

RO-DB  
Dâmbovița 

RO-DJ  
Dolj 

RO-GL  
Galați 

RO-GR  
Giurgiu 

RO-GJ  
Gorj 

RO-HR  
Harghita 

RO-HD  
Hunedoara 

RO-IL  
Ialomița 

RO-IS  
Iași 

RO-IF  
Ilfov 

RO-MM  
Maramureș 

RO-MH  
Mehedinți 

RO-MS  
Mureș 

RO-NT  
Neamț 

RO-OT  
Olt 

RO-PH  
Prahova 

RO-SM  
Satu Mare 

RO-SJ  
Sălaj 

RO-SB  
Sibiu 

RO-SV  
Suceava 

RO-TR  
Teleorman 

RO-TM  
Timiș 

RO-TL  
Tulcea 

RO-VS  
Vaslui 

RO-VL  
Vâlcea 
```